# Kenaimeer
Het Kenaimeer (Engels: Kenai Lake, Dena'ina: Sqilan Bena) is een meer in het zuiden van Alaska, op het Kenaischiereiland. Het meer vormt de bovenloop van de Kenai River, en is zelf een bestemming voor vissers en andere buitenactiviteiten. De Dena'ina noemen het meer Sqilan Bena, wat “ridge lake place” betekent. Door zijn grootte en vorm is het toegankelijk vanaf zowel de Sterling Highway als de Seward Highway. 

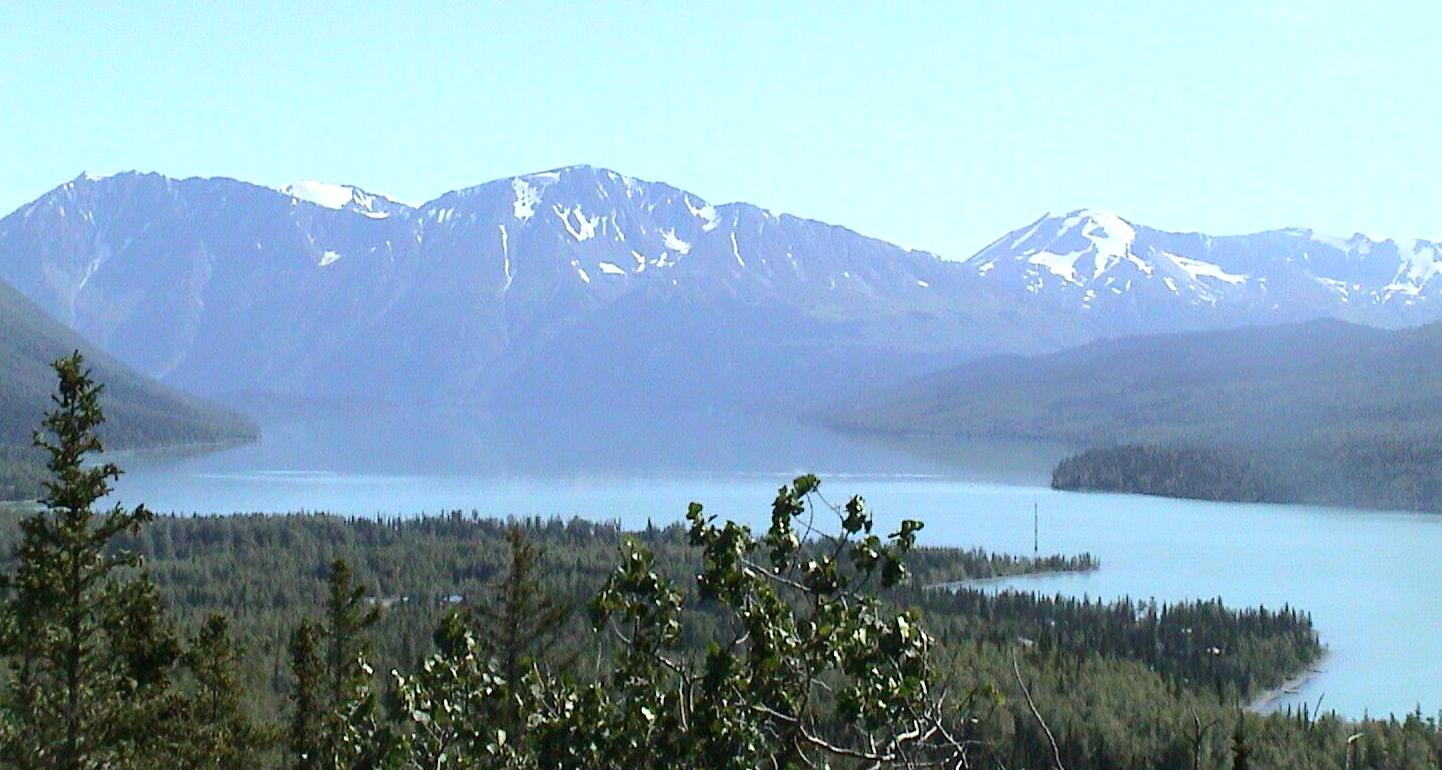
Noordelijk uiteinde van het Kenaimeer bij Cooper Landing
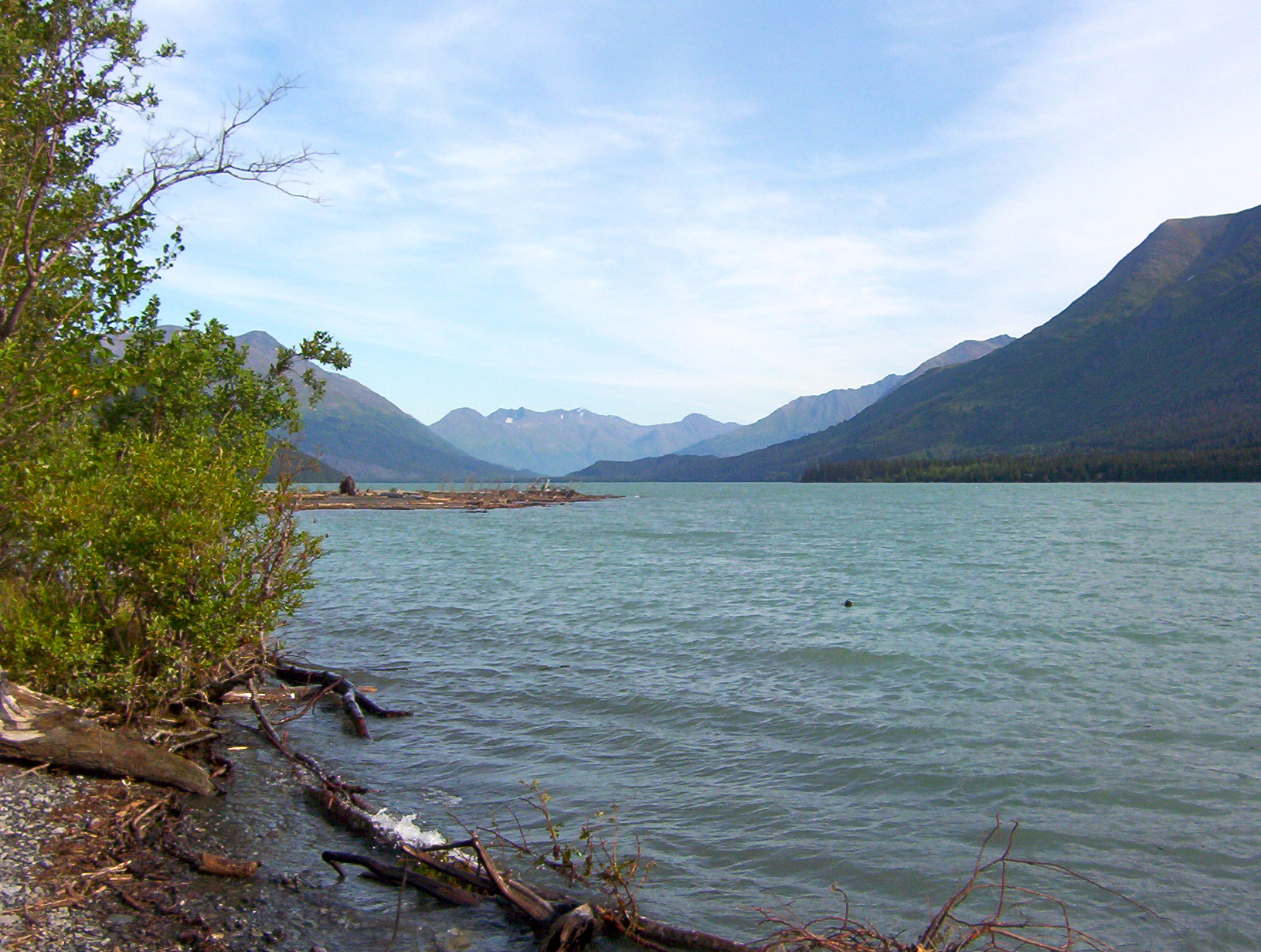
Zuidelijk uiteinde van het Kenaimeer bij Primrose